# Стоянка Мутафова
Стояна-Мария Константинова Мутафова,  по-известна като Стоянка Мутафова, е българска театрална, телевизионна и филмова актриса със 70-годишна кариера.

## Ранни години
Родена е на 2 февруари 1922 г. в София. Баща ѝ Константин Мутафов, тогава драматург в Народния театър „Иван Вазов“, е български писател, преводач, критик, от град Русе, където малката Стоянка често гостува като дете, но по произход от Трявна (по бащина линия) и от Битоля (по майчина линия). Майката на Стоянка Мутафова е Екатерина Джансъзова, чиито родители са от Одрин.
През 1941 г. завършва Първа софийска девическа гимназия. Мутафова завършва класическа филология в Софийския университет „Климент Охридски“, Държавна театрална школа към Народен театър „Иван Вазов“ в София (1946 – 1947) и театралния отдел на Академията за изкуства в Прага, Чехословакия.
Тя е сред основателите на Държавния сатиричен театър „Алеко Константинов“, където работи от 1956 до 1991 г., след това в Драматичен театър „Адриана Будевска“ в Бургас – от 1991 г.
Играе в над 90 театрални постановки. Измежду пиесите с нейно участие са „3 сестри“, „Дванайсета нощ“, „Големанов“ (където играе баба Гицка), „Госпожа Министерша“, „И най-мъдрият си е малко прост“ и „Арсеник и стари дантели“.
Популярна с ролите си във филмови и телевизионни продукции като „Големанов“, „Вражалец“, „Милионерът“, „Новогодишна шега“, „Топло“, „Любимец 13“, „Специалист по всичко“, „Кит“ и други. Известни нейни сценични партньори са Георги Парцалев, Георги Калоянчев, Апостол Карамитев, Невена Коканова.
През 1980 г. играе ролята на баба Цоцолана в серийния филм излъчван по Българска телевизия „Патиланско царство“, базиран на едноименната литературна поредица на Ран Босилек.
На Стената на славата пред Театър 199 има пано с отпечатъци на ръцете и. Кандидат за Световен рекорд на Гинес в категорията „Най-възрастна активно играеща на сцената актриса“.
През периода 2011 – 2018 г. Мутафова играе баба Марийка Чеканова в сериала на bTV „Столичани в повече“.
На 94-годишна възраст през 2016 г., осъществява мащабно турне в театрални зали в САЩ, Канада, Германия, Нидерландия, Швейцария и Великобритания.
От 1 ноември 2017 г. пътува в цялата страна заедно с дъщеря си Мария Грубешлиева, с която провежда творчески-срещи разговор и представяне на книгата „Добър вечер, столетие мое“. Гостува с книгата си в Пловдив, Стара Загора, Кюстендил, Русе, Пазарджик, Хасково, Димитровград, Шумен, Велико Търново, Горна Оряховица, Перник, Велинград, Силистра, Тутракан, Балчик, Поморие, Трявна, Левски, Царево, Бургас, Асеновград, София, и др. По време на националното турне получава близо 20 почетни знака, някои от които в градовете Левски, Трявна, Поморие, Бургас, Пловдив, Асеновград и други.
На 2 февруари 2019 г. Стоянка Мутафова отбелязва 70 години на сцена и 97-и рожден ден в зала 1 на НДК.

## Личен живот
Тя се определя като атеистка.
Стоянка Мутафова има 3 брака. През 1946 г. се жени за първия си съпруг, чешкия режисьор Роберт Роснер, когато е на 24 години, а той – на 51 г. След брака отиват да живеят във Виена, а после заради неговата работа се преселват в Прага. Там Мутафова завършва второ висше образование към театралния отдел на Пражката консерватория.
Вторият ѝ съпруг е Леонид Грубешлиев, журналист и преводач. От него е единствената дъщеря на актрисата – Мария Грубешлиева (Муки).
Третият съпруг на Мутафова е артистът Нейчо Попов. За него тя казва, че е любовта на живота ѝ. За първи път се виждат в Народния театър, където тя започва да работи като актриса, а той е студент във ВИТИЗ. Двамата са заедно до смъртта му през 1974 г.

## Смърт
Стоянка Мутафова умира на 97 години на 6 декември 2019 г. във Военномедицинска академия в гр. София след няколко месеца на сериозни проблеми със здравето. Новината за смъртта ѝ е съобщена от Евгени Боянов — неин организатор на професионална дейност. Причината за смъртта ѝ е възпалена жлъчка, причинала некроза на жлъчния мехур, сепсис и пневмония.
Поклонението се провежда на 9 декември 2019 г. в Сатиричния театър. Присъстват кметът на София Йорданка Фандъкова, министърът на културата Боил Банов, Вежди Рашидов, Татяна Лолова, Светослав Пеев, Васил Найденов, Ирен Кривошиева, Калин Сърменов, Силвия Лулчева, Аня Пенчева, Христо Мутафчиев, Ивайло Калоянчев, Албена Павлова, Емил Марков, Астор, Любомир Нейков, Йорданка Христова, Николай Атанасов-Шуши, Стефан Вичев (автор на биографична книга за Константин Мутафов), Владимир Пенев, Петьо Петков, Ненчо Илчев, Христо Гърбов, Иглика Трифонова, Хайгашод Агасян, Мариус Донкин, Милена Живкова, Ивайло Герасков, Диян Мачев, Петър Вучков, Тончо Токмакчиев, Иван Панев, Невена Бозукова, Димитър Туджаров – Шкумбата, Кристиян Вигенин, Иван Попйорданов, Искра Радева, Димитър Баненкин, Рашко Младенов, Кирил Ефремов, Елена Петрова, Орлин Горанов, Божидар Манов, Здравко Митков, Николай Урумов и други.
В памет на Стоянка Мутафова певицата Лили Иванова публикува във Фейсбук снимка на двете заедно със съобщението: „Скъпа Стоянка Мутафова, името ти и твоето творчество остават завинаги в сърцето ми! Почивай в мир.“

Министър-председателят Бойко Борисов пише на страницата си във Фейсбук:

Светла ѝ памет на Стоянка Мутафова! Отиде си един изключителен, мил и добър човек. Тя винаги ще бъде от символите на българския театър. Поклон!

Президентът Румен Радев пише: „С голямо прискърбие научих за загубата на Стоянка Мутафова – изключителна личност и творец. Призвана да дарява своя безграничен талант, обичана безрезервно от публиката“.
Татяна Лолова споделя пред репортери на поклонението: 

За мен тя ще е жива, докато дишам. Защото съм започнала на 22 години с нея, когато основахме Сатиричния театър. Преди това я познавах като актриса от Народния театър. Тя е най-жизненият човек, обичащ живота, щура, интелигентна... Не можем да сме вечни, но тя ще живее, докато има хора, които да я помнят, независимо дали я познават лично, или от екрана, ако щете дори от вашите рубрики, които умеят да поддържат и ценят паметта.

## Памет
На Стоянка Мутафова е наречена улица в квартал „Драгалевци“ в София (Карта).

## Филмография
| Година      | Филми и сериали                               | Серии | Копродукции           | Роля                                                        |
| ----------- | --------------------------------------------- | ----- | --------------------- | ----------------------------------------------------------- |
| 2011 – 2018 | Столичани в повече (тв сериал)                | 156   |                       | баба Марийка Чеканова                                       |
| 2010        | Ако някой те обича                            |       |                       | бабата на Нора                                              |
| 2007        | Ваканцията на Лили (тв сериал)                | 6     |                       | ясновидката Стояна                                          |
| 2003        | Вчерашни целувки (тв)                         |       |                       | София                                                       |
| 2002        | Рапсодия в бяло                               |       |                       | старица в старчески дом                                     |
| 1999        | Стъклени топчета                              |       |                       | майка на Албена                                             |
| 1999        | Големите игри (тв сериал)                     | 10    |                       | Иванка Иванова, бабата на Мони                              |
| 1996        | Някога...някъде...                            |       |                       |                                                             |
| 1993        | Пантуди                                       |       |                       |                                                             |
| 1986        | Земляци-веселяци                              |       |                       |                                                             |
| 1984        | Наследницата (тв)                             |       |                       | Велика Самсарова                                            |
| 1984        | Бронзовият ключ (тв)                          |       |                       | Самсарова                                                   |
| 1983        | Баш майсторът н-к! (тв)                       |       |                       | Куна                                                        |
| 1985        | Златно сърце (тв сериал)                      | 3     |                       | баба Пембиша                                                |
| 1980        | Патиланско царство (тв сериал)                | 20    |                       | баба Цоцолана                                               |
| 1979        | Дулцинея Бистроева                            |       |                       | снобката                                                    |
| 1978        | Федерация на династронавтите (тв сериал)      | 3     |                       | леля Гица                                                   |
| 1978        | Топло                                         |       |                       | съдията                                                     |
| 1977        | Нечиста сила (тв сериал)                      | 3     |                       | врачката Марта                                              |
| 1977        | Темната кория (тв)                            |       |                       | Калудка                                                     |
| 1974        | Нако, Дако, Цако (тв сериал)                  | 3     |                       | готвачката Мария (в III серия: „Нако, Дако, Цако – моряци“) |
| 1973        | Бягство в Ропотамо                            |       |                       | циганката                                                   |
| 1970        | Кит                                           |       |                       | баба Стойна                                                 |
| 1970        | Езоп                                          |       | България/Чехословакия | Касандра                                                    |
| 1969        | Любовницата на Граминя (L'amante di Gramigna) |       | Италия/България       | сватовницата на Рамаро                                      |
| 1968        | Бялата стая                                   |       |                       | майката на Рина                                             |
| 1967        | Привързаният балон                            |       |                       | фотографираната                                             |
| 1967        | За вас, жени                                  |       |                       | Стоянка Мутафова                                            |
| 1966        | Джеси Джеймс срещу Локум Шекеров (тв)         |       |                       | съпругата на Локум Шекеров                                  |
| 1962        | Двама под небето                              |       |                       | будкаджийката                                               |
| 1962        | Специалист по всичко                          |       |                       | фризьорката                                                 |
| 1958        | Любимец №13                                   |       |                       | Филева, касиер в ДП. „Витоша“                               |
| 1956        | Точка първа                                   |       |                       |                                                             |

## Роли в театъра

### Народен театър „Иван Вазов“, гр. София[14]
- „Брониран влак 14 – 69“ (от Всеволод Иванов, реж. Боян Дановски) – Варя (сезон 1949/1950)
- „Дама в легацията“ (от братя Тур (Леонид Тубелски и Пьотър Рижей), реж. Кръстьо Мирски) – дама от легацията (1949/1950)
- „В навечерието“ (от Камен Зидаров по едноименния роман на Иван Тургенев, реж. Филип Филипов) – Зоя Никитишна Мюлер (1951/1952; 1953/1954; 1954/1955) – дебют на актрисата на сцената на Народния театър
- „Дванайсета нощ“ (от Уилям Шекспир, реж. Филип Филипов) – Мария (сезон 1951/1952)
- „Южно от 38 паралел“ (от Тхай Дян Чун, реж. Кръстьо Мирски) – жена (1951/1952)
- „Три сестри“ (от Антон Чехов, реж. Николай Масалитинов) – Наташа (1953/1954; 1955/1956)
- „Големанов“ (от Ст. Л. Костов, реж. Моис Бениеш) – Драгиева (1953/1954; 1954/1955; 1957/1958); Петранова (1954/1955)
- „Търси се Шекспир“ (от Хайнар Кипхард, реж. Стефан Сърчаджиев) – Щремхен (1954/1955; 1955/1956)
- „Таланти и поклонници“ (от Александър Островски, реж. Николай Масалитинов) – Смелская (1955/1956)
- „Салемските вещици“ (от Артър Милър, реж. Моис Бениеш) – Мерси Луис (1955/1956; 1956/1957)
- „Волпоне“ (от Бен Джонсон, преработка на Стефан Цвайг и Жул Ромен, реж. Стефан Сърчаджиев) – Канина (1955/1956; 1956/1957)

### Сатиричен театър „Алеко Константинов“, гр. София[15]
- „Баня“ (от Владимир Маяковски, реж. Стефан Сърчаджиев) – мадам Мезалянсова (премиера – 7 април 1957 г.)
- „Баба, дядо, мама, татко и ние“ (от Енчо Багаров и Нейчо Попов, реж. Енчо Багаров и Нейчо Попов) – бабата (премиера – 8 юни 1957 г.)
- „Кралят отива на война“ (от Борис Априлов и Венцеслав Георгиев по приказката „Новите дрехи на краля“ от Ханс Кристиян Андерсен, реж. Стефан Сърчаджиев и Рангел Вълчанов) – кралицата (премиера – декември 1957)
- „Изборен екран“ („Софийска хроника“) (реж. Стефан Сърчаджиев) – Димова; Пенелопа (премиера – декември 1957)
- „ДДТ“ (от Николай Тодоров и Захари Петров, реж. Енчо Багаров и Нейчо Попов) (премиера – 2 март 1958 г.)
- „Тайни“ (от Боян Дановски и Петър Славински, реж. Боян Дановски) – Йовка Дойнова (премиера – 14 ноември 1958 г.)
- „Дванайсетте стола“ (от М. Королев по едноименния роман на Иля Илф и Евгений Петров, реж. Гриша Островски) – Клавдия Петухова; бабичка; Ел. Станиславовна (премиера – ноември 1958 г.)
- „Криво седи – право съди!“ (от Енчо Багаров и Нейчо Попов, реж. Гриша Островски) (премиера – 19 септември 1959 г.)
- „Дървеница“ (от Владимир Маяковски, реж. Боян Дановски) – Розалия Павловна; старица (премиера – 23 ноември 1959 г.)
- „Предложение. Сватба. Юбилей“ (от Антон Чехов, реж. Методи Андонов) – Настася Фьодоровна Мерчуткина („Юбилей“) (премиера – 22 февруари 1960 г.)
- „Чичовци“ (от Иван Вазов, реж. Методи Андонов) – Селямсъзката (премиера – 17 октомври 1960 г.)
- „Свинските опашчици“ (от Ярослав Дитл, реж. Методи Андонов) – Спаленкова (премиера – 5 март 1962 г.)
- „Импровизация“ (от Валери Петров и Радой Ралин, реж. Гриша Островски) (премиера – 1 октомври 1962 г.)
- „Франк V“ (от Фридрих Дюренмат, реж. Гриша Островски) – Аполония Щройли (премиера – 18 февруари 1963 г.)
- „Третото желание“ (от Вратислав Блажек, реж. Методи Андонов) – майката (премиера – 17 юни 1963 г.)
- „Михал Мишкоед“ (от Сава Доброплодни). „Кандидати на славата“ (от Иван Вазов) (реж. Методи Андонов) – Мария („Михал Мишкоед“) (премиера – 11 ноември 1963 г.)
- „Червен смях“ (по материали на Георги Кирков, Христо Смирненски, Гео Милев, Александър Жендов, Крум Кюлявков, Георги Караславов, Орлин Василев, реж. Боян Дановски, Гриша Островски и Методи Андонов) (премиера – 18 септември 1964 г.)
- „Смъртта на Тарелкин“ (от Александър Сухово−Кобилин, реж. Методи Андонов) – Людмила Спиридоновна Брандахлистова (премиера – 15 февруари 1965 г.)
- „Среднощна история“ (от Шон О'Кейси, реж. Гриша Островски) – мис Мози (премиера – 1 ноември 1965 г.)
- „Ревизор“ (от Николай Гогол, реж. Методи Андонов) – Анна Андреевна (премиера – 29 май 1966 г.)
- „Големанов“ (от Стефан Л. Костов, реж. Нейчо Попов) – баба Гицка (премиера – 24 ноември 1966 г.)
- „Суматоха“ (от Йордан Радичков, реж. Методи Андонов) – крокодил (премиера – 30 март 1967 г.)
- „Мистерия буф“ (от Владимир Маяковски, реж. Методи Андонов) – Матусал (премиера – 3 ноември 1967 г.)
- „Сняг“ (от Валери Петров, реж. Гриша Островски) (премиера – 6 април 1968 г.)
- „Щръклица“ (от Панчо Панчев, реж. Вили Цанков) – стрина Гена (премиера – 10 ноември 1968 г.)
- „Старчето и стрелата“ (от Никола Русев, реж. Методи Андонов) – Онарта; вещицата (премиера – 5 май 1969 г.)
- „Женитба“ (от Николай Гогол, реж. Нейчо Попов) – Фьокла (премиера – 15 февруари 1971 г.)
- „Фаталната депеша“ (от Орлин Орлинов, реж. Борис Спиров) – Каракас Никулчева (премиера – 17 април 1971 г.)
- „Хипотезите около подпалването на Ловчанския мост на 3 август 1925 г“ (от Георги Мишев, реж. Гриша Островски) – Въцка (премиера – 14 април 1972 г.)
- „Тартюф или Измамникът“ (от Жан−Батист Молиер, реж. Кръстю Мирски) – Дорина (премиера – 11 декември 1972 г.)
- „Кораб с розови платна“ (от Борис Априлов, реж. Никола Петков) – Начева (премиера – 5 април 1974 г.)
- „Януари“ (от Йордан Радичков, реж. Любомир Шарланджиев) – Софрона (премиера – 11 и 12 януари 1975 г.)
- „Коктейл“ (от Алдо Николай, реж. Павел Павлов) – Флавия (премиера – 5 май 1975 г.)
- „Енергични хора“ (от Василий Шукшин, реж. Борис Спиров) – Сергеевна (премиера – 30 и 31 януари 1976 г.)
- „Състезанието“ (от Петър Караангов, реж. Александър Попов) – пишеща (премиера – 22 октомври 1976 г.)
- „Как се обира една банка“ (от Сами Фаяд, реж. Борис Спиров) – вдовицата (премиера – 20 и 21 октомври 1978 г.)
- „И най-мъдрият си е малко прост“ (от Александър Островски, реж. Младен Киселов) – Мамаева (премиера – 16 и 17 декември 1979 г.)
- „От много ум… Вражалец“ (от Стефан Л. Костов, реж. Асен Шопов) – баба Кунка (премиера – октомври 1980 г.)
- „Госпожице, да му отпуснем края“ (от Любомир Пеевски по текстове на Иван Вазов, Пенчо Славейков, Димитър Подвързачов, Стоян Миленков и Иван Андрейчин, реж. Маргарита Младенова и Младен Киселов) – г−ца Сийка де ла Фурия (премиера – януари 1981 г.)
- „Представянето на „Хамлет“ в село Долно Туткаво“ (от Иво Брешан, реж. Уляна Матева) – Мара Миш (премиера – 25 октомври 1981 г.)
- „Биволът“ (от Иван Радоев, реж. Младен Киселов) – бабката (премиера – 28 и 30 декември 1981 г. и 2 януари 1982 г.)
- „Игра на котки“ (от Ищван Йоркейн, реж. Николай Поляков) – Ержи Обран (премиера – 28 и 29 април 1982 г.)
- „Кошници“ (от Йордан Радичков, реж. Младен Киселов) – мургавата кошничарка (премиера – 27 ноември 1982 г.)
- „Новото пристанище“ (от Стефан Л. Костов, реж. Николай Поляков) – г−жа Букова (премиера – 20 февруари 1984 г.)
- „Дело“ (от Александър Сухово−Кобилин, реж. Крикор Азарян) – Ана Антонова Атуева (премиера – 12 април 1986 г.)
- „Одисей пътува за Итака“ (от Константин Илиев, реж. Иван Добчев) – Добър ден (баба Стойна) (премиера 6 и 7 октомври 1986 г.)
- „Сватба“ (от Елиас Канети, реж. Маргарита Младенова) – Йохана (премиера – 1 и 2 март 1987 г.)
- „Балкански синдром“ (от Станислав Стратиев, реж. Иван Добчев) – баба Кера (премиера – 10 май 1987 г.)
- „Арсеник и стари дантели“ (от Джоузеф Кесълринг, реж. Здравко Митков) – Марта Брустър (премиера – 6 и 7 февруари 1988 г.)
- „Светото семейство“ (от Дьорд Швайда, реж. Николай Поляков) – майката (премиера – 9 юни 1988 г.)
- „Мъртви души“ (от Михаил Булгаков по едноименното произведение на Николай Гогол, реж. Здравко Митков) – Коробочка (премиера – 11 януари 1989 г.)
- „Л’Апети виен ан манжан или Обичате ли човешко?“ (от Мирон Иванов, реж. Здравко Митков) – Кейт (премиера – 28 и 29 април 1989 г.)
- „Балкански шпионин“ (от Душан Ковачевич, реж. Николай Поляков) – Даница Чворович (премиера – 13 и 14 април 1990 г.)
- „Трупът-фантом или Нож в гърба“ (от Робер Тома, реж. Илия Добрев) – Алис Постич (премиера – 23 март 1992 г.)
- „Пет бременни пиеси“ (от Дарио Фо и Франка Раме, реж. Пламен Марков) – Анна (В: „Бременната баба“) (премиера – 13 януари 1993 г.)
- „Великолепният рогоносец“ (от Фернан Кромелинк, реж. Пламен Марков) – дойката (премиера – 10 януари 1996 г.)
- „Кукер кабаре“ (от Любомир Пеевски, реж. Илия Добрев) – г−жа Роз Пепа, екстрасенс (премиера – 13 март 1997 г.)
- „Преди последния спектакъл“ (от Любомир Пеевски, реж. Илия Добрев) – кака (премиера – 15 април 1998 г.)
- „Ревизор“ (от Николай Гогол, реж. Лилия Абаджиева) – Ана Андреевна (премиера – 12 февруари 1999 г.)
- „Вчерашни целувки“ (от Юрий Дачев, реж. Бина Харалампиева) – София (премиера – 13 и 14 януари 2000 г.)
- „Кукер кабаре 2 (+ най−доброто от „Кукер кабаре“)“ (от Любомир Пеевски, реж. Илия Добрев) (премиера – 11 юни 2001 г.)
- „45 години не стигат (Българската мечта)“ (от Иван Кулеков, реж. Рашко Младенов) – баба Пена; феноменалната баба (премиера – 10 юни 2002 г.)
- „Шокова терапия“ (от Йордан Попов, реж. Рашко Младенов) (премиера – 9 юни 2003 г.)
- „Жега“ (от Николай Волев по мотиви на „Вуйчо Ваньо“ от Антон Чехов, реж. Николай Волев) – Невена (премиера – 10 ноември 2003 г.)
- „Евроспорт“ („Квартет“) (от Дьорд Шпиро, реж. Бина Харалампиева) – съпруга (премиера – 22 януари 2004 г.)
- „Виж ми окото“ (от Кръстьо Кръстев, Йордан Попов и Михаил Вешим, реж. Рашко Младенов) (премиера – 7 юни 2004 г.)
- „Космонавти“ (от Илко Иларионов, реж. Димитър Стоянов) – Веса Бръмбарова (Сокол 2) (премиера – 7 април 2005 г.)
- „Магистратите също плачат“ (от Кръстьо Кръстев, Йордан Попов и Михаил Вешим, реж. Рашко Младенов) (премиера – 13 юни 2005 г.)
- „Квартет“ (от Роналд Харвуд, реж. Десислава Боева) – Сесили Робсън (премиера – 6 ноември 2006 г.)
- „Столовете“ (от Йожен Йонеско, реж. Иван Урумов) (юни 2009 г.)
- „И най-мъдрият си е малко прост“ (от Александър Островски, реж. Иван Урумов) – Манефа (февруари 2011 г.)
- „Столетие мое“ (от Мишел Лоранс, реж. Владимир Петков) – Малу (април 2012 г.)
- „Златният телец“ (от Юрий Дачев по мотиви от едноименния роман на Иля Илф и Евгений Петров, реж. Бина Харалампиева) (октомври 2013 г.)
- „Скакалци“ (от Ст. Л. Костов, реж. Богдан Петканин) – баба Йовка (октомври 2013 г.)

### Театър „Възраждане“, гр. София
- „Пепеляшка“ (13 ноември 1994 г.)
- „Капан за мишки“ (от Агата Кристи, реж. Бина Харалампиева) (25 март 2006 г.)

### Театър 199, гр. София
- „Куклата“ (8 април 1981 г.)
- „Черни очи за случайни срещи“ (22 май 1984 г.)

### Други театрални сцени
- „Госпожа Стихийно бедствие“ (от Алдо Николай, реж. Николай Атанасов-Шуши) – Олга
- „Мама – Веселата вдовица“ (комедия по Мортимър и Кук, реж. Николай Атанасов-Шуши)
- „Палавите вдовици, съседки“ (комедия от Азис Несин, реж. Николай Атанасов−Шуши)
- „Безумната лейди Джулия“ (по Мортимър и Кук, реж. Николай Атанасов-Шуши)
- „Парижки лудории“ (от Жан-Клод Дано, реж. Дидо Мачев)
- „Началото на края“ (от Себастиен Тиери, реж. Андрей Калудов)

## Телевизионен театър
- „Братът на Бай Ганя Балкански“ (мюзикъл, 1997) – министершата
- „Зелен таралеж“ (мюзикъл, 1996) (Йордан Радичков)
- „Коледна песен“ (мюзикъл, 1988) (Чарлз Дикенс)
- „Черни очи за случайни срещи“ (1988) (от Любомир Пеевски, реж. Чавдар Савов)
- „Интермедии“ (1985) (Мигел де Сервантес)
- „Старчето и стрелата“ (1982) (от Никола Русев, реж. Орфей Цоков) – вещицата
- „Женско царство“ (1981) (Ст. Л. Костов)
- „Милионерът“ (от Йордан Йовков, реж. Младен Младенов)
- „Паметник“ (1979) (Леонид Андреев)
- „Коктейл“ (1978) (Алдо Николай)
- „Вражалец“ (1976) (от Ст. Л. Костов, реж. Хачо Бояджиев), 2 части (мюзикъл), (Втора реализация) – баба Кунка
- „Ловчанският владика“ (1975) (Теодосий Икономов) – мюзикъл
- „Малакова“ (1974) (Петко Славейков)
- „Телерезада“ (1974) (Пейо Яворов), мюзикъл
- „Българи от старо време“ (1973) (Любен Каравелов)
- „Опечалена фамилия“ (1971) (Бранислав Нушич)
- „12 стола“ (1969) (Илф и Петров)
- „Чичовци“ (1963) (Иван Вазов)
- „Букет цветя“ (1960)
- Роял Бьозендорфер (реж Д. Шарков)

## Награди и отличия
- Орден „Св. св. Кирил и Методий“, I степен – 1962 г.
- Почетно звание „Заслужил артист“ – 1963 г.
- „Народен орден на труда“, златен – 1972 г.
- Почетно звание „Народен артист“ – 1977 г.[16]
- Орден „„Народна република България““ – II степен (1982).
- „Награда на САБ за цялостно творчество“ (1999).
- Почетен гражданин на София – 2000 г.[17]
- Номинация за Държавна награда „Св. Паисий Хилендарски“ – 2001 г.[18]
- Орден „Стара планина“ – 2002 г.[19]
- Почетен гражданин на гр. Бургас – 2002 г.[20][21]
- Награда „Аскеер“ – 2002 г.[22][23][24]
- Знак „Златен век“ – 2012 г.[25]
- Почетен гражданин на гр. Средец – 2012 г.
- „Златен Кукерикон“ на името на Георги Калоянчев – 2013 г. (на първото издание на наградите на Сатиричния театър „Алеко Константинов“[26]
- „Златен Перперикон“ – 2013 г.[27][28]
- „Златна бленда“ на „Jameson“ – за ролята на баба Марийка в сериала „Столичани в повече 2013 г.[29]
- Награда – България си ти – 2015 г.
- Почетната грамота за „Принос в културата и обогатяването на световното театрално изкуство“ – 2015 г.
- Почетен знак на град Трявна, 2018 г., връчен по време на „Славейкови дни“
- Почетен знак на град Левски, юли 2018 г. връчен по време на „Празници на изкуствата – Парцалев 2018“
- Почетен знак на град Поморие, август 2018 г.
- Голяма награда за изключителни постижения в световното театрално изкуство, „Парад на изкуствата“ ноември 2018 г. София
- Почетен знак на Община Бургас, 15 март 2019 г., връчен в Дом на Нефтохимика (НХК) от г-жа Й. Ананиева, зам. кмет на Община Бургас
- Почетен знак на „Европейска столица на Културата“ 2019, Пловдив
- Почетен знак на Община Асеновград